# Ted Chiang
Ted Chiang (narozen v roce 1967) je americký spisovatel science fiction s čínskými kořeny. Jeho čínské jméno je Chiang Feng-nan (姜峯楠). Za svá díla obdržel 4 ceny Nebula, 4 ceny Hugo, cenu Johna W. Campbella za “Nejlepšího nového autora” a 4 ceny Locus.
Jeho povídka „Příběh tvého života“ posloužila jako předloha pro film „Příchozí“ (2016).

## Život
Narodil se ve městečku Port Jefferson ve státě New York. Oba jeho rodiče se narodili v Číně, ale kvůli čínské občanské válce emigrovali na Tchaj-wan, a následně do Spojených států. Odpromoval na Brownově univerzitě v oboru informatika, a v roce 1989 prošel šestitýdenním kurzem pro začínající spisovatele Clarion Writers Workshop. Od července 2002 pracoval jako technický spisovatel v softwarové firmě, a žil ve městě Bellevue poblíž Seattlu.
Momentálně žije ve státě Washington se svojí partnerkou Marcií Glover.

## Dílo

### Povídky
- "Babylonská věž", 1990
- "Dělení nulou", 1991
- "Pochopit", 1991
- "Příběh tvého života", 1998
- "Vývoj lidské vědy, 2000
- "Dvaasedmdesát písmen", 2000
- "Peklo je nepřítomnost Boha", 2001
- "Když se vám líbí, co vidíte: Dokument, 2002
- "O kupci a alchymistově bráně", 2007

### Povídkové sbírky
- "Příběhy vašeho života", 2002, 2021
- "Výdech", 2021